# Santo Tomás del Norte
Santo Tomás del Norte, även Santo Tomás del Nance, är en kommun (municipio) i Nicaragua med 8 140 invånare (2012). Den ligger i den västra delen av landet vid gränsen mot Honduras, i departementet Chinandega. Kommunen är en bergig jordburksbygd där det odlas majs, bönor och sesamfrön.

## Geografi
Santo Tomás del Norte gränsar till kommunen Cinco Pinos i norr och i öster, till kommunen Somotillo i söder och till Honduras i väster. Kommunen är en utpräglad landsbygdskommun, och av dess 7 124 invånare år 2005 bodde endast 1 229 i centralorten. Kommunens centralort, med samma namn som kommunen, ligger endast 300 meter från gränsen till Honduras. 

## Natur
Kommunens västra gräns utgörs av Río Guasaule, som är gränsflod till grannlandet Honduras.

## Historia
Kommunen grundades 1889 samtidigt som grannkommunerna San Francisco del Norte och San Pedro del Norte.

## Religion
Santo Tomás del Norte har en enkel liten vacker kyrka som byggdes på 1800-talet.